# Mariano Celasco
Mariano Gabriel Celasco (La Plata, Provincia de Buenos Aires, Argentina, 2 de octubre de 1986) es un ex-futbolista argentino-chileno. Se formó en las divisiones inferiores de Estudiantes de La Plata y en Defensa y Justicia, donde hace su debut en el profesionalismo el año 2005.

## Clubes
| Club               | País      | Año         | PJ  | Anotado |
| ------------------ | --------- | ----------- | --- | ------- |
| Defensa y Justicia | Argentina | 2005 - 2007 | 79  | 2       |
| Rangers            | Chile     | 2008 - 2010 | 87  | 2       |
| Tiro Federal       | Argentina | 2011        | 9   | 0       |
| Villa San Carlos   | Argentina | 2011 - 2012 | 12  | 1       |
| Lota Schwager      | Chile     | 2013 - 2015 | 88  | 2       |
| Rangers            | Chile     | 2015 - 2017 | 26  | 0       |
| Total              | Total     | Total       | 301 | 7       |